# Saxifraga taygetea
Saxifraga taygetea är en stenbräckeväxtart. Saxifraga taygetea ingår i Bräckesläktet som ingår i familjen stenbräckeväxter.

## Underarter
Arten delas in i följande underarter:
- S. t. chelmea
- S. t. taygetea

## Bildgalleri

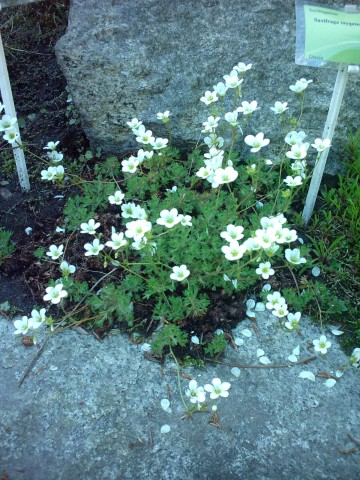
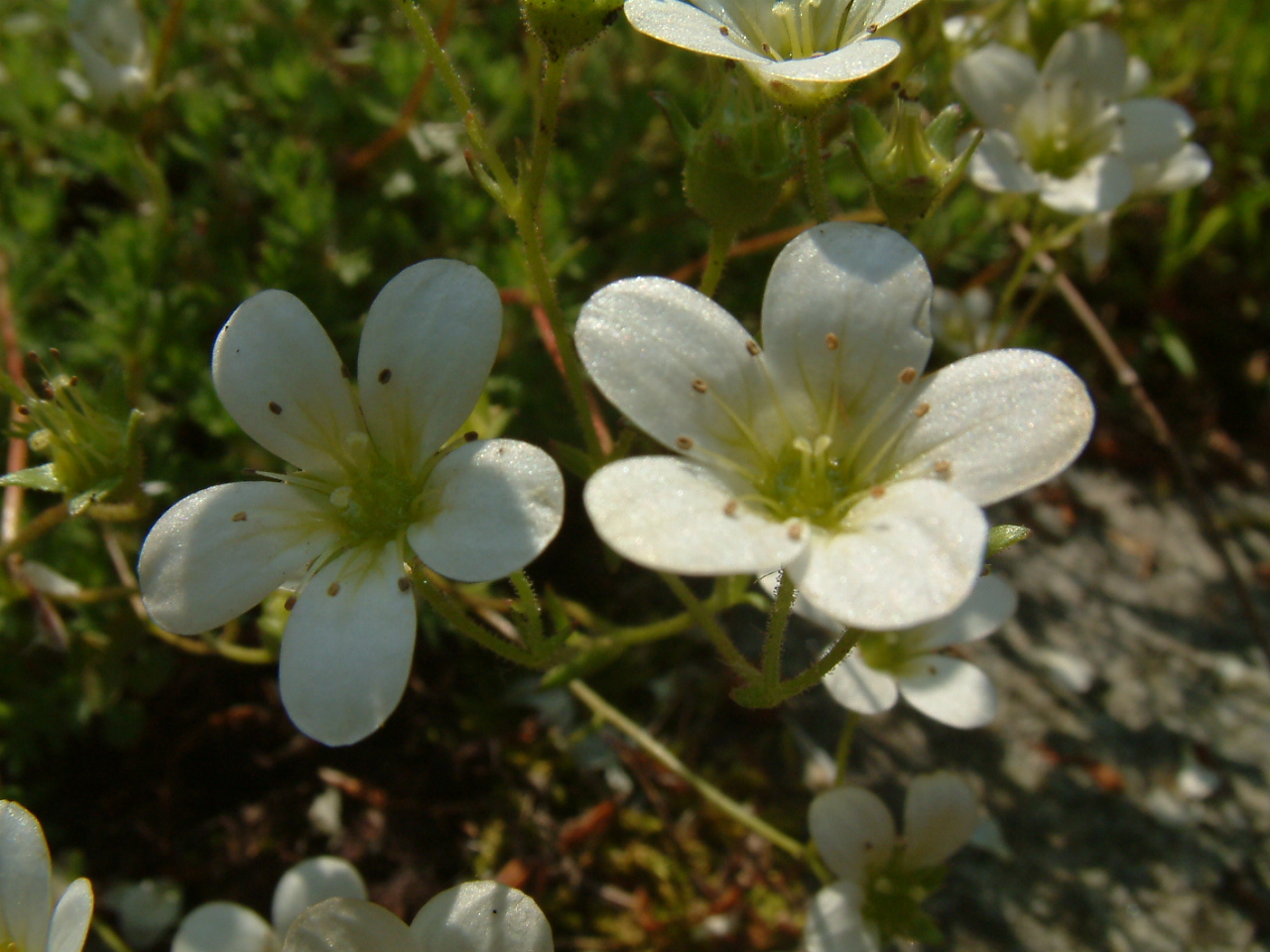